# 臼間野氏
臼間野氏 (うすまのし) は、日本の氏族の一つ。

## 概要
臼間野氏の発祥は諸説あり、「新撰事蹟通考」(八木田桃水著, 天保12年) によると、「吾妻鏡」に臼間野太郎の名前が見られるとしている。以降臼間野庄に拠点をおく鎌倉時代以来の旧族とされる。
後孫の臼間野 (藤原) 善郷は、現在熊本県玉名郡南関町豊永に墓標が存在し、その記述によると平安時代前期の下野国の豪族藤原秀郷（俵藤太）の子孫で、応仁二年(1468年)没であり、当地に170町の領地を有し、坂下城に居城したとしている。以降再び資料上に現れるのは戦国後期の天正年間に島津氏の重臣である上井覚兼が記した『上井覚兼日記』において、天正十二年(1584年)九月十六日、臼間野宗郷が覚兼を通じて島津氏に奉公を申し出ている。臼間野宗郷（重冬との表記もあり）は、善郷の子孫であり、息子の臼間野能登守邦郷（道市との表記もあり）とともに諏訪尾・南原城に在城（「熊本県の中世城」によると、トビノヲ城、カブラヤ城としている）し、250町領有したとされる。
その後は多くの資料で意見が分かれており、伝承では肥後一揆で佐々成政の軍勢に討ち滅ぼされたとされているが、「近世大名の領国支配の構造」によると近代坂下手永の惣庄屋である河野家は臼間野氏の末裔とされており、また天正十九年の伊勢参宮帳によると「肥後国二今御座候旦那」として、小代殿、大野殿、赤星殿等に並んで臼間野殿とあり、その伝承には問題があると考えられている。

### 末裔
その後は、「近世大名の領国支配の構造」によると父宗郷が討ち死にした後（理由不詳）、その子邦郷は家臣安達喜右衛門・平田虎ノ助とともに三池郡今山へ落ち延び、暫く時間が経った後、坂下村に帰り大場屋敷北ノ園に居住し、その子重久は北島へと住居を移す。細川氏入国後は、旧族であることを理由に寛永十年五月に、坂下手永の初代惣庄屋に任命。以降代々、当地の惣庄屋となる。また、名字は重久二代後の九兵衛の代にて、跡継ぎがおらず婿を取ってきた際、出自の家の名字を由来として、河野へと孫の代から変化する。そのため、旧族としての臼間野氏の名字は現代には残っていないと考えられている。

## 出身者
- 河野通倫-政治家